# Bácskai Vera
Bácskai Vera (Budapest, 1930. május 1. – Budapest, 2018. január 19.) magyar történész, egyetemi tanár; a történelemtudományok kandidátusa (1963) és doktora (1982).

## Életútja
1953-ban a Leningrádi Egyetemen diplomázott. 1953–54-ben az ELTE BTK Történeti Intézet történelmi tanszékén tanársegéd volt. 1954 és 1957 között aspiráns volt. 1959 és 1976 között a Fővárosi Levéltárban levéltáros, majd főlevéltáros volt. 1976 és 1984 között a Budapesti Történeti Múzeum tudományos főmunkatársaként dolgozott. 1984-től az  MTA Történelemtudományi Intézetében dolgozott. Az ELTE BTK Történeti Intézet gazdasági és társadalom történelmi tanszékvezető egyetemi tanára volt. 2000-ben nyugdíjba vonult. Az MTA várostörténeti munkabizottságának az elnöke volt. A Századok és az Ars Historica szerkesztő bizottsági tagja volt.

## Művei
- Magyar mezővárosok a XV. században (1965)
- Piackörzetek, piacközpontok és városok Magyarországon 1828-ban (1984, Nagy Lajossal)
- Városok és városi társadalom Magyarországon  a XIX. század elején (1988)
- A vállalkozók előfutárai. Nagykereskedők a reformkori Pesten (1989)
- Gyula gazdasága és társadalma a XV–XVI. században (1991)
- Budapest története a kezdetektől 1945-ig (2000, Gyáni Gáborral és Kubinyi Andrással)
- Városok Magyarországon az iparosodás előtt (2002)